# Pacific Coast Championships 1977
Il Pacific Coast Championships 1977 è stato un torneo di tennis giocato sul sintetico indoor. È stata l'88ª edizione del Pacific Coast Championships, che fa parte del Colgate-Palmolive Grand Prix 1977. Si è giocato a San Francisco negli Stati Uniti, dal 26 settembre al 2 ottobre 1977.

## Partecipanti

### Teste di serie
| Nazionalità | Giocatore       | Ranking | Testa di serie |
| ----------- | --------------- | ------- | -------------- |
| Stati Uniti | Brian Gottfried | 3       | 1              |
| Spagna      | Manuel Orantes  | 6       | 2              |
| Messico     | Raúl Ramírez    | 5       | 3              |
| Stati Uniti | Dick Stockton   | 11      | 4              |
| Stati Uniti | Harold Solomon  | 13      | 5              |
| Stati Uniti | Stan Smith      | 15      | 6              |
| Australia   | Phil Dent       | 23      | 7              |
| Australia   | John Alexander  | 30      | 8              |
| Stati Uniti | Jeff Borowiak   | 41      | 9              |
| n/a         | n/a             | n/a     | 10             |
| Stati Uniti | John McEnroe    | 71      | 11             |
| Stati Uniti | Sandy Mayer     | 24      | 12             |
| Stati Uniti | Robert Lutz     | 21      | 13             |
| Australia   | Colin Dibley    | 46      | 14             |
| Sudafrica   | Raymond Moore   | 42      | 15             |
| Stati Uniti | Hank Pfister    | 55      | 16             |

### Altri partecipanti
I seguenti giocatori sono passati dalle qualificazioni:

- Steve Docherty
- Mike Cahill
- Henry Bunis
- Douglas Palm
- Peter Pearson
- Greg Halder
- Joe Meyers
- Eddie Edwards
- Chris Dunk (lucky loser)

## Campioni

### Singolare
Butch Walts ha battuto in finale  Brian Gottfried con il punteggio di 4–6, 6–3, 7–5

### Doppio
Marty Riessen /  Dick Stockton hanno battuto in finale  Fred McNair /  Sherwood Stewart con il punteggio di 6–4, 1–6, 6–4